# Modèle didactique de Berlin
 (août 2018).
 (août 2018).
Le modèle didactique de Berlin (parfois appelé aussi École didactique de Berlin, ou Didactique théorique de l'enseignement-apprentissage) a été créé par Paul Heimann (de) (1901-1967) en réaction à la bildungstheoretische Didaktik de Wolfgang Klafki. 
Reprochant à Klafki et à sa didactique marquée par les sciences humaines une « pensée stratosphérique », Heimann conçut un modèle pratique devant permettre à l'enseignant, sur une base purement empirique et sans jugement de valeur au départ, d'analyser théoriquement son propre enseignement et de prendre ainsi des décisions didactiques pertinentes et transparentes. Il doit aussi servir aux enseignants, dans la planification de leurs cours, à prendre en compte le plus possible les facteurs ayant une influence sur l'enseignement, ou simplement à en prendre conscience. Le but est de permettre un enseignement et un apprentissage ciblés et planifiés.

## Le modèle

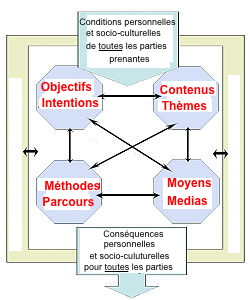
Modèle didactique de Berlin

Le modèle didactique de Berlin cherche, en prenant en compte les conditions et situations particulières, à parvenir à des décisions rationnelles sur le Pourquoi, Où, Quoi et Comment dans un groupe. Il donne des clés pour l'analyse et la planification des différentes étapes et pour la réflexion a posteriori et l'évaluation des séances de travail ou des cours de groupe.
Par des analyses systématiques de cours, effectuées sur une base empirique, Heimann repère des constantes formelles (ou catégories) de l'enseignement, que l'on retrouve dans tous les enseignements à toutes les époques. Les facteurs ainsi obtenus pourraient servir de fil conducteur dans la planification de l'enseignement. Heimann détermine six constantes réparties dans deux domaines:
- deux facteurs de conditionnement (champs de condition): les données préalables anthropogènes, et les données préalables socio-culturelles pour toutes les parties (enseignants et apprenants)
- quatre facteurs de décision (champs de décision): Intentions / Objectifs ; Contenus / Objets (Thèmes) ; Méthodes / Parcours ; Moyens / Médias

### Facteurs de conditionnement
Les données préalables anthropogènes des participants :
Quel passé d'apprentissage pour chacun des élèves ? A quel stade de développement en sont les individus ? Quelle attitude, quelle motivation, quelle capacité d'écoute ? Dans quel environnement vivent-ils, et quelles en sont les conséquences (attitudes, compétences, styles d'apprentissage) ? Quelles est l'expérience passée de toutes les parties prenantes ? Quelle est la composition du groupe, qui est leader, qui a de l'influence ? Quel est le climat d'enseignement ? Quel est le comportement des parties prenantes et comment se déroule la relation entre eux et les enseignants ? Quels centres d'intérêt peut-on leur supposer ?
Les données préalables socio-culturelles de toutes les parties prenantes :
Où a lieu la rencontre ? Quelles sont les caractéristiques de l'espace du cours ? De combien de temps dispose-t-on ? Quels sont les autres données prédéterminées ? Qui d'autre peut exercer, de l'extérieur, une influence ou un contrôle ? Quel âge ont les parties prenantes, à quel stade de développement sont-ils, s'agit-il d'hommes et/ou  de femmes (de garçons/filles) ? Quels sont les attentes de l'établissement / de l'école, des parents, de la société ? Sur quelle conception est basé l'établissement / l'école ?

### Facteurs de décision
1. Les intentions ou objectifs poursuivis : Ce que je souhaite (nous souhaitons) ? De quoi s'agit-il ? Où viennent ces objectifs, comment se justifient-ils ? Comment ces objectifs s'accordent-ils avec le cadre conditionnant (formé par toutes les données préalables) ? Ces objectifs sont-ils envisageables, ou faut-il les changer au vu des conditions et des données préalables ?
2. Les contenus ou objets (thèmes) en question : Quels sont-ils ? Avec quelle précision les contenus doivent-ils être remplis (limité/illimité) pour ne pas ignorer les données préalables ? Y a-t-il des contradictions dans le cadre conditionnant ?
3. Les méthodes, c'est-à-dire la voie par laquelle les contenus sont abordés et par laquelle les objectifs peuvent être atteints : Si j'ai en mémoire les données préalables des participants et le cadre conditionnant, et si je me rappelle les objectifs et les contenus visés, quelles idées me viennent pour les réaliser ? Quelles étapes intermédiaires puis-je trouver ? Que pourrais-je faire, dire, proposer ? Comme construire, structurer ou présenter le contenu ? Dois-je éventuellement changer mes objectifs si je ne trouve pas le moyen de les atteindre, ou dois-je changer mes décisions de contenu, ou le cadre conditionnant, ou mieux m'informer sur les données préalables (par exemple en me procurant davantage d'informations sur un domaine) ?
4. Les moyens ou médias dont j'ai besoin, quand je veux suivre un parcours donné : Ai-je les moyens et le matériel, ou bien dois-je changer le parcours parce qu'ils ne sont pas disponibles ? Les médias sont-ils adaptés aux données préalables des participants, aux objectifs, aux contenus, , etc. ?

### Observations essentielles
Voici les principales observations que l'on peut faire sur ce modèle :
Les six facteurs sont liés entre eux par une forte interdépendance. Chaque facteur doit être considéré dans cette interdépendance vis-à-vis des autres. Dans le schéma représentatif ci-dessus, ceci est indiqué par des flèches.
Ce modèle considère la préparation de cours comme un système de décisions liées entre elles: un élément contient toujours tous les autres; une décision dans un champ a des conséquences sur les décisions dans les autres champs. « Quand je prends une décision dans un champ, je dois donc me demander pour toutes les autres décisions, si elles sont en concordance ».
Le cadre conditionnant doit être pris en compte dans les décisions. Le cas échéant, en fonction de l'objectif, il faut tenter de changer le cadre conditionnant.
Les  facteurs de conditionnement et de décision sont ici présentés dans un ordre particulier. Lors de la préparation des cours, il n'est pas nécessaire de procéder dans cet ordre, parce que tous les facteurs s'influencent mutuellement. On peut, par principe, commencer dans n'importe quel champ et articuler sur celui-ci les décisions prises dans les autres.
Si la rencontre a lieu entre enseignant(s) et apprenant(s), il y a des conséquences ou des résultats pour toutes les parties concernées. Les objectifs ont été atteints ou non, quelque chose a changé ou rien ne s'est passé. Cette observation des résultats se transforme en réflexion sur les conditions de la prochaine rencontre.

### Développement ultérieur
Le modèle a été développé ensuite par Wolfgang Schulz, un ancien collaborateur de Heimann, dans les années 1980, donnant le modèle didactique de Hambourg  Le modèle de planification de Heimann devient un modèle d'action pour un « enseignement émancipateur et pédagogiquement professionnel ». Schulz se détourne de l'analyse purement descriptive du cours et développe un modèle normatif pour un enseignement critique, qui veut permettre aux élèves de se libérer des dominations inutiles et d'agir avec le plus d'autodétermination possible.
Le modèle de Berne, publié par Hans Furrer en 2009, s'appuie aussi sur le modèle de Berlin. Furrer met l'accent sur la formation des adultes et réclame dans ce domaine une didactique fortement orientée vers la compétence. Pour l'analyse des différents champs de conditions et pour la formulation professionnelle des champs de décision, il intègre divers autres modèles spécifiques dans le sien, y compris la réduction didactique de Wolfgang Klafki.
Le modèle didactique de Berlin est utilisé pour analyser les situations pédagogiques spécifiques aux cours d'instrument de musique dans l'ouvrage d'Anselm Ernst, Enseigner et apprendre en cours d'instrument.